# Краснополевка
Краснопо́левка (укр. Краснопо́лівка; до 2009 г. — Краснопо́лье) — село Соледарской городской общине Бахмутского района Донецкой области Украины.
Код КОАТУУ — 1420988002. Население по переписи 2001 года составляет 33 человека. Почтовый индекс — 84540. Телефонный код — 6274.